# Бради, Хана

Памятник в Иерусалиме

Хана Брадиова (чеш. Hana Bradyová, более известная как Хана Бради чеш. Hana Brady; 16 апреля 1931, Нове-Место-на-Мораве, Высочина, Первая Чехословацкая Республика — 23 октября 1944, Освенцим, Генерал-губернаторство, Польша) — чешская девочка еврейского происхождения, убитая в период Холокоста. В 2002 году о ней была написана биографическая книга «Чемодан Ханы».

## Биография и семья
Хана Бради родилась 16 апреля 1931 года в чешском городе Нове-Место-на-Мораве в семье розничных торговцев Карела (1898—1942) и Маркеты Бради (1907—1942). У Ханы был старший брат Георг (1928—2019). По его воспоминаниям, Хана любила кататься на лыжах и занималась гимнастикой. В марте 1941 года мать Бради была арестована за то, что отправляла деньги брату в Бельгию, и на какое-то время попала в тюрьму в Йиглаве, после чего была переведена в концлагерь Равенсбрюк. В конце сентября того же года гестапо арестовало и отца. После этого девочка не видела своих родителей. Они оба погибли в Освенциме в 1942 году.
Детей приютил их дядя Людвик, муж младшей сестры Карела, избежавший депортации благодаря своему немецкому происхождению. Его супруга также попала в концлагерь, но смогла выжить. 14 мая 1942 года Хана и Георг получили повестки в центр депортации в Тршебиче. После четырёх суток ожидания брата и сестру доставили в концлагерь Терезиенштадт. Здесь они провели два года. В концлагере Георга поместили в детский барак L417. Здесь же был заключён Пётр Гинц, 16-летний главный редактор журнала Vedem. Хана посещала уроки музыки и рисования. В 1944 году Георг и Хана были разными эшелонами перевезены в Освенцим. Через несколько часов после приезда Хану отправили в газовую камеру.
Георг пережил Освенцим, так как сумел устроиться работать водопроводчиком. Освободившись и выяснив, что его сестры и родителей не осталось в живых, Георг переехал в Торонто, где вместе с другими пережившими Холокост в 1951 году основал слесарную фирму. Он женился, у него родилось трое сыновей и дочь, которую он назвал в память о погибшей сестре Лара Хана Брэйди (так «Brady» произносится по-английски). Георг скончался в январе 2019 года.

## «Чемодан Ханы»

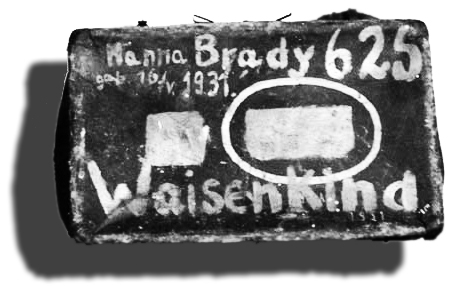
Фотография оригинального чемодана Ханы

В 2000 году куратор Центра изучения Холокоста в Токио Фумико Исиока (яп. 石岡史子) обратилась в государственный музей Аушвиц-Биркенау с просьбой передать ей несколько экспонатов для выставки, посвящённой судьбам малолетних узников концлагерей. Среди полученных предметов находился небольшой чемодан, на котором были написаны имя Ханы Бради, её дата рождения и надпись Waisenkind («Сирота»). Экспонат вызвал интерес у японских детей. Исиока занялась изучением истории Бради, в ходе чего ей удалось обнаружить пять рисунков, созданных Ханой, в Еврейском музее в Праге. Через музей Исиока также нашла адрес проживания брата девочки в Торонто и отправила ему письмо с предложением популяризировать историю его покойной сестры. Георг с энтузиазмом откликнулся. Впервые статья о Хане вышла в еврейской газете в Канаде.
Продюсер Карен Левин (англ. Karen Levine) сняла документальный фильм об истории встречи Бради и Исиоки. В 2002 году Левин выпустила биографическую книгу «Чемодан Ханы» (англ. Hana’s Suitcase), ставшую бестселлером. Произведение получило литературную премию Сиднея Тейлора, учреждённую Ассоциацией еврейских библиотек Австралии. Оно было переведено на 40 языков мира и использовалось в школьном обучении. В 2006 году книга также удостоилась премии от Яд ва-Шема. В 2009 году был выпущен документальный фильм Inside Hana’s Suitcase, основанный на книге Левин.
В 2004 году выяснилось, что чемодан является копией, так как оригинал был уничтожен нео-нацистами в Бирмингеме, по другим данным, был утерян во время пожара. Поскольку музей Аушвиц-Биркенау не счёл нужным сообщить об этом Исиоке, несколько лет чемодан считался оригинальным. По мнению семьи Бради, тот факт, что чемодан оказался копией, не снижает ценность экспоната.